# Coleophora cuprifulgella
Coleophora cuprifulgella é uma espécie de mariposa do gênero Coleophora pertencente à família Coleophoridae.